# SN 2011iy
SN 2011iy – supernowa typu Ia, odkryta 9 grudnia 2011 roku w galaktyce NGC 4984. W momencie odkrycia miała maksymalną jasność 12,7m.